# The Press Awards
The Press Awards, (in precedenza: Hannen Swaffer Awards e British Press Awards) è un premio giornalistico britannico conferito annualmente.

## Storia
Il premio fu istituito nel 1962 dalle riviste The People e World's Press News col nome di Hannen Swaffer Awards, in onore della giornalista Hannen Swaffer.
la prima edizione del premio ebbe luogo nel 1963 con una giuria composta da un ristretto numero di figure di spicco del giornalismo che ha assegnò solamente tre premi. A seguito dell'integrazione di varie testate e società all'interno della International Publishing Corporation, nel 1966 i premi furono aumentati a dieci e il nome mutò in Publishing Corporation Hannen Swaffer Awards. Dal 1975 furono chiamati British Press Awards.
Dopo essere stati organizzati dalla Press Gazette per oltre un ventennio, nel 2010 i diritti dei premi furono acquisiti dalla Società degli Editori, che mutarono di nuovo il nome in The Press Awards, sebbene la precedente  denominazione sia rimasta in uso per almeno un altro decennio. Al 2014, erano previsti  l'assegnazione di 31 premi per altrettante categorie, a cura di una giuria notevolmente più numerosa rispetto a quella della prima edizione.
A partire dal 2012, i premi non erano più riferiti all'anno corrente, ma ai dodici mesi solari precedenti.
Il numero e i nomi della categorie sono stati modificati da un all'altro.
- nel 2007: giornale dell'anno, giornalista dell'anno, Giornalista d'affari dell'anno, giornalista ecoonomico dell'anno, giovane giornalista dell'anno, fotografo dell'anno, fotografo sportivo dell'anno, giornalista straniero dell'anno, editorialista dell'anno, Sceneggiatore dell'anno, critico dell'anno, prima pagina dell'anno, giornalista sportivo dell'anno, scrittore sportivo dell'anno, squadra dell'anno, intervistatore dell'anno, intervista dell'anno, supplemento dell'anno, scoop dell'anno, vignettista dell'anno, scrittore speciale dell'anno, rivista politica dell'anno e showbusiness dell'anno[19];
- nel 2013: giornalista economico-finanziario dell'anno, giornalista degli affari esteri dell'anno, indagine dell'anno, giornalista dell'anno nuovo, fotoreporter dell'anno, giornalista politico dell'anno, innovazione giornalistica dell'anno, giornalista sportivo dell'anno e giornalista scientifico-tecnologico dell'anno, e altri.[20]

## Vincitori
- 1993 – The Daily Telegraph[21]
- 1994 – Daily Mail[21]
- 1995 – Daily Mail[21]
- 1996 – The Daily Telegraph[21]
- 1997 – Daily Mail[21]
- 1998 – The Guardian[21]
- 1999 – The Sunday Telegraph[21]
- 2000 – Daily Mail[22]
- 2001 – Daily Mirror[22]
- 2002 – Daily Mail[22]
- 2003 – The Independent[22]
- 2004 – News of the World[22]
- 2005 – The Guardian[22]
- 2006 – The Observer[22]
- 2007 – Financial Times[22]
- 2008 – The Times[22]
- 2009 – The Daily Telegraph[23]
- 2010 – The Guardian[24]
- 2011 – Daily Mail[25]
- 2012 – The Times[26]
- 2013 – The Guardian[27]
- 2014 – The Times[28]
- 2015 – The Mail on Sunday [29]
- 2016 – Daily Mail [30]
- 2017 – Financial Times [31]
- 2018 – The Times [32]
- 2019 - Daily Mail
- 2020 - Daily Mail[33]